# 圣地亚哥永援圣母圣殿

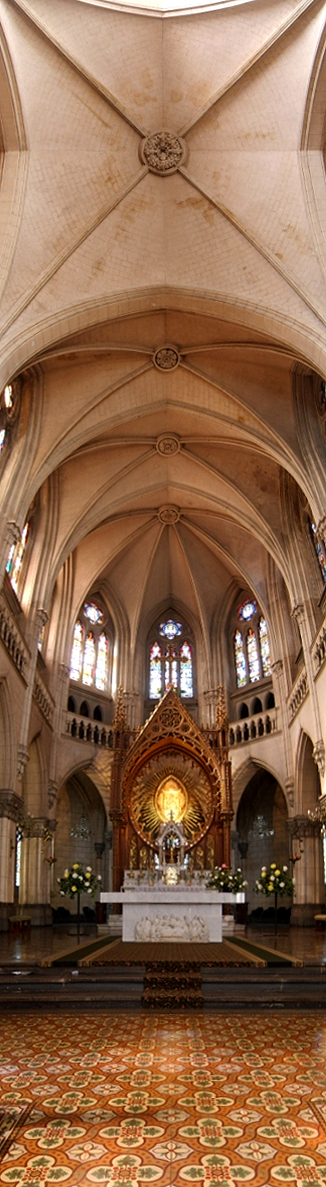
内部

永援圣母圣殿（西班牙語：Basílica de Nuestra Señora del Perpetuo Socorro）是一座罗马天主教次级宗座圣殿，位于智利圣地亚哥。该堂为哥特复兴风格，由建筑师 古斯塔夫·诺卡特和休伯特·布朗吉奥 设计。他们是赎世主会修士。
1926年，该堂由教廷升格为宗座圣殿。